# Kati Bodger
Kati Bodger (dan. Katy Bødtger, 28. decembar 1932 — 1. maj 2017) bila je danska pevačica.

## Karijera
Kati Bodger rođena je u malim korpusima u Norebru, Kopenhagen kao kćer alatničara i radnika na montažnoj liniji. Kasnije se njena porodica preselila u Husum, gde je ona da peva u Dečjem horu Danskog radija. Nakon sedmog razreda napustila je školu i otišla da radi u prodavnici parfema.
Provela je nekoliko godina u Kanadi, ali se vratila u Dansku i nastavila sa prodajom parfema. Nakon povratka u Dansku, počela je ići na časove pevanja kod Johanesa Vala. 
1960. godine pobedila je na Dansk Melodi Grand Prix-u i predstavljala je Dansku na Pesmi Evrovizije 1960. sa pesmom "Det var en yndig tid". Na Pesmi Evrovizije je bila deseta (zajedno sa Švedskom) sa 4 osvojena boda.
Surađivala je sa Gustavom Vinklerom i bila je redovni solista u radio emisiji Palmehaven. Šezdesetih godina prošlog veka, Bodger je imala nekoliko velikih hitova poput "Min sang til dig", "Lille sorte stær", Så går vi til enkebal" i "Fest i gaden".
Godine 2005. izdat je set od 3 CD-a pod nazivom "Blå viol". U njemu su se nalazile neke od najpoznatijih, starih pesama Kati Bodger.

## Lični život
Kati Bodger je bila udata i ima jednu ćerku.